# لاكيس فيلاكتو
لاكيس فيلاكتو (مواليد 28 يناير 1964) هو سبّاح قبرصي، مثّل بلاده في الألعاب الأولمبية الصيفية 1980.

## روابط خارجية
لاكيس فيلاكتو على موقع أوليمبيديا (الإنجليزية)